# Schachstaatsliga 1975/76
Die Saison 1975/76 war die erste Spielzeit der österreichischen Schachstaatsliga.
Neben den drei Teilnehmern der Staatsmeisterschaft 1975 (Union Styria Graz, SK Hietzing Wien und SK Schlechter Innsbruck) hatten sich der SK Austria Wien, der SK VÖEST Linz, der SV ATSV Ranshofen, der ASK Klagenfurt und der SK St. Pölten für die Teilnahme an der ersten Saison der Schachstaatsliga qualifiziert.
Erster Meister der Schachstaatsliga wurde mit deutlichem Vorsprung SK Austria Wien. Der regierende Staatsmeister Union Styria Graz landete nur im Mittelfeld.
Der SK St. Pölten kam über den letzten Platz nicht hinaus und musste absteigen. Da die Staatsliga zur Saison 1976/77 auf zehn Vereine aufgestockt wurde, stiegen am Saisonende drei Mannschaften in die Staatsliga auf.

## Abschlusstabelle
| Pl. | Verein                  | Sp | G | U | V | Brett-P.  | MP |
| --- | ----------------------- | -- | - | - | - | --------- | -- |
| 01. | SK Austria Wien         | 7  |   |   |   | 36,0:20,0 |    |
| 02. | SK VÖEST Linz           | 7  |   |   |   | 31,5:24,5 |    |
| 03. | SK Hietzing Wien        | 7  |   |   |   | 31,0:25,0 |    |
| 04. | SV ATSV Ranshofen       | 7  |   |   |   | 29,5:26,5 |    |
| 05. | Union Styria Graz (M)   | 7  |   |   |   | 29,5:26,5 |    |
| 06. | SK Schlechter Innsbruck | 7  |   |   |   | 25,5:30,5 |    |
| 07. | ASK Klagenfurt          | 7  |   |   |   | 23,5:32,5 |    |
| 08. | SK St. Pölten           | 7  |   |   |   | 17,5:38,5 |    |

Anmerkungen:
|     | Österreichischer Meister: SK Austria Wien |
|     | Absteiger: SK St. Pölten                  |
| (M) | Meister der letzten Saison                |

## Qualifikation zur Staatsliga 1976/77
Der SK Gemeinde Graz, der SK Dornbirn und der 1. SSK Mozart konnten sich für die folgende Saison qualifizieren. Austragungsort, Datum und Ergebnisse des Qualifikationsturniers sind ebenso nicht bekannt, wie die anderen teilnehmenden Vereine.